# Vila (građevina)
Vila (latinski villa rustica = seosko gospodarstvo), ljetnikovac ili ladanjska kuća je prestižni stambeni objekt; raskošna građevina za odmor, često velikih razmjera okružena parkom. Vila je karakteristična veličinom i okolišem, koji mora biti hortikulturno uređen. Tipično se grade po posebnim projektima, a izgledom vile i okoliša vlasnik najčešće ističe svoju osobnost i ukus.
Ladanjske kuće u blizini gradskih naselja gradili su još stari Egipćani, Babilonci, Perzijanci, narodi Dalekog istoka (paviljoni), omiljene i Rimljanima.
U novije vrijeme vila podrazumijeva obiteljsku samostojeću kuću za stanovanje ili odmor, s većim ili manjim vrtom u mirnoj gradskoj četvrti.

## Poveznice
- Palača
- Umjetnost starog Rima
- Renesansna arhitektura
- Paladijanizam
- Villa Madama
- Vila Emo
- Vila Rotonda
- Villa Farnese
- Villa Farnesina